# Гредигский лагерь военнопленных
Грёдигский лагерь военнопленных —  один из крупнейших лагерей военнопленных времен Первой Мировой войны, находившийся в общине Грёдиг округа Флахгау в Австро-Венгрии. Лагерь просуществовал с 1915 по 1919 год, в нем содержались до 40 тысяч военнопленных, интернированных и беженцев. Поскольку большинство узников лагеря были из Российской империи, его также называли «Русский лагерь».
Лагерь состоял из 3 частей – Лагерь I в Грёдиге, Лагерь II в Санкт-Леонхарде и Лагерь III в Нидеральме. Первые военнопленные стали прибывать в лагерь уже в 1915 году, они же принимали участие в строительстве лагеря. Труд военнопленных активно использовался в сельском хозяйстве, городских работах и дорожном строительстве. Начиная с 1918 года военнопленных и интернированных начали отправлять на родину, а лагерь были разобран, строительные материалы проданы, а земля возвращена прежним владельцам.

## История лагеря

### Строительство лагеря
С началом Первой Мировой войны в Австро-Венгрии началось активное возведение лагерей для размещения военнопленных. Уже в ноябре-декабре 1914 года был утвержден план строительства лагеря в Грёдиге под Зальцбургом.
Предполагалось строительство 3 лагерных комплексов. Лагерь I в Грёдиге, на 160 бараков и Лагерь II Санкт-Леонхарде на 100 бараков предназначались для военнопленных. Лагерь III в Нидеральме предназначался для беженцев с востока Австро-Венгрии, из Галиции и Буковины. Бараки должны были вмещать 300-400 человек. К февралю 1915 года ожидалось начало заселения лагеря.
Проектирование и руководство строительством было поручено архитектору Ф. Ганглю из Линца. Были наняты известные мастера и фирмы, в том числе «Чекони и Франц Вагнер старший», для производства бетонных работ и прокладки дорог, мастера плотницкого дела И. Бахингер из Зальцбурга и М. Киршбихлер из Оберндорфа и другие. Для подвоза строительных материалов и рабочих была проложена специальная железнодорожная ветка.
2 января 1915 года началось строительство. Было срочно нанято 150 рабочих разных специальностей, в том числе землекопов, каменщиков, слесарей, плотников. Поскольку начать строительство нужно было как можно скорее, рабочим предлагалась хорошая оплата.
Под строительство Лагеря I было арендовано 92 акра земли на востоке от центра Грёдига. Для принятия первых военнопленных было срочно сооружено 50 бараков, а также 3 дома для размещения охраны.
3 марта 1915 года на юге о Грёдига, около города Санкт-Леонхард, началось строительство Лагеря II. В достройке Лагеря I и строительстве Лагерей II и III принимали участие военнопленные, первые группы которых начали прибывать уже в конце января 1915 года.

### Прибытие военнопленных
Прибытие первых партий военнопленных широко освещалось в газетах, в том числе в Salzburger Volksblatt, Salzburger Chronik, Volksfreund и других. На основе данных из газет можно косвенно судить о темпах заполнения лагеря.
21 января 1915 года первые 240 русских военнопленных прибыли в Грёдиг пешком из Линца для участия в строительстве бараков. Шествие в сопровождении сильного конвоя привлекло много внимания. Пленных разместили в расположении военного полигона в Гланегге.
2 февраля 1915 года по железной дороге прибыли следующие 300 военнопленных. По прибытии они прошли процедуру дезинфекции.
5 февраля 1915 года лагерь начал свою работу. Строительство 100 бараков лагеря II еще продолжалось.
27 февраля 1915 года прибыла следующая сотня русских военнопленных. Они были доставлены на товарных поездах на станцию Парш и по трамвайной линии привезены в Грёдиг.
28 апреля 1915 года впервые прибыл состав с 2 тысячами военнопленных на железнодорожную станцию Грёдиг. Позже до лагеря была проложена специальная железнодорожная колея.
900 военнопленных были размещены в дополнительном лагере в Тальгау для участия в местных строительных работах (в том числе, для прокладки дорог, одна из них названа Русская улица, в память об этом)
К июню прибыли первые большие составы с русскими военнопленными, в сумме 7000 человек. Их разместили в лагерных бараках в Грёдиге и Санкт-Леонхарде.
3 ноября 1915 года под надзор в Гредигский лагерь были переданы 300 сербских офицеров. Численность сербских военнопленных в лагере приблизилась к 600. Среди пленных сербских офицеров был позднее обнаружен полковник Радович, соучастник убийства наследника престола эрцгерцога Франца Фердинанда и его жены Софии фон Гогенберг.
Точного учета количества военнопленных в лагере не велось. Разные источники приводят различные оценки, часто указывая запланированное количество мест в лагере вместо непосредственного количества находившихся в лагере военнопленных, интернированных и беженцев. Современные исследователи сходятся на оценке порядка 40 тысяч человек.

### Антропологические исследования
Императорская академия наук в Вене по согласованию с военным министерством проводило с 10 июля по 16 октября 1916 года антропологические исследования среди военнопленных в лагере. Были исследованы представители 25 народов Российской империи, в том числе: 53 русских, 11 украинцев, 8 беларусов, 1 литовец, 8 латышей, 5 эстонцев, 1 коми, 1 пермяк, 1 вотяк,  1 мокша-мордвин, 1 эрдша-мордвин, 3 казанских татара, 4 башкира, 4 мишара, 3 типтара, 1 крымский татарин, 8 армян, 12 молдаван, 4 болгарина, 1 гагауз, 1 амаут, 1 грек, 7 евреев и 2 цыгана.
В ходе обследования указанных 140 человек было сделано 130 фотографий лица и 44 фотографий тела. Кроме того были сделаны 11 стереоскопических фотографий лиц. С голов, ушей, рук и ног были сделаны гипсовые слепки.

### Инспекции лагеря
15 июня 1915 года делегация из Зальцбурга посетила лагерь военнопленных в Грёдиге. Председатель палаты депутатов доктор Юлиус Сильвестер, бургомистр Зальцбурга имперский советник Макс Отт и заместитель бургомистра доктор Готфрид Толдт, старший советник Швайнбах, городской врач доктор Вюртенбергер и старший комиссар фон Клессин провели тщательный осмотр лагеря. В большом лагере, в котором на то время было размещено 23000 военнопленных, не было инфекционных заболеваний. Количество людей, проходивших лечение от других заболеваний – примерно 200-300 в день – было необычайно мало, а их состояние было хорошим.
В июле 1915 года испанский посол Дон Кастрой Касалез посетил сербских военнопленных в лагере.
В декабре 1915 года русская сестра из Красного креста Вера Масленникова и датский капитан Фойгт посетили лагерь.
29 февраля 1916 года генеральный инспектор лагерей фельдмаршал Пфицнер всопровождении главного строительного офицера Р. Шнайдера и старшего лейтенанта А.Хойбергера осмотрел лагерь, помещения и питание содержащихся там военнопленных.
2 июня 1917 года испанская миссия их 2 офицеров - майор артиллерии Б. Сарда и военный врач Альберто Бланко посетили оба лагеря – в Грёдиге и Санкт-Леонхарде.

### Попытки побега
Попытки побега случались редко и редко были успешными. О нескольких примерах неудачных попыток известно из местных газет. Уже в феврале 1915 года трое военнопленных совершили попытку побега, которая завершилась в районе Ау города Халляйна. Следующие 5 сбежавших были задержаны в Гайсау. Следующие двое смогли добраться только до Зальцбурга.
Salzburger Chronik, от 10 июля 1915 года сообщает: «Совершили побег и были пойманы: Из лагеря военнопленных в Санкт-Леонхарде сбежали трое русских в гражданской одежде, они были задержаны жандармерией в Рупольдинге около Траунштайна и доставлены в Траунштайн».
20 апреля 1916 года четверо русских пленных были пойманы через 4 дня после побега в Санкт-Гильгене после того, как они украли 2 мешка пшеницы и кухонную утварь.
Несчастный случай произошел в августе 1916 года с 3 русскими из рабочей партии. Они совершили побег в сторону Санкт-Якоба на Турне через Турнберг, где в темноте они сорвались с крутого склона. Один из них получил серьезные травмы, и двое других вынуждены были тащить его назад в Оберальм, где они и были задержаны.
В марте 1917 года один русский сбежал из рабочей партии военнопленных в Бюрмоосе, но уже в Обердорфе он был пойман.
В начале 1917 года наблюдалось необычное увеличение числа попыток побега. Были пойманы 65 сбежавших военнопленных, 17 из которых попались после совершения кражи со взломом. Рост преступности вызвал большое недовольство в соседних общинах, особенно в общине Аднет.
1 апреля 1918 года в лагере вспыхнуло восстание, участие в котором приняли до 3000 гражданских беженцев. Восстание было подавлено военным гарнизоном.
3 ноября 1918 года совершили побег 100 сербских офицеров. Однако их удалось очень скоро поймать и договориться о неповторении подобных инцидентов в будущем. Среди прочего военнопленным было обещана организация отправки домой в течение недели.

### Неожиданные встречи
В лагере в Грёдиге содержалось большое количество военнопленных, интернированных и беженцев. В связи с этим нередки были случаи неожиданных встреч. Так, Illustrierte Kronen Zeitung от 19 июля 1916 года рассказывает о таком случае:
С некоторого времени многочисленные беженцы из Буковины и Волыни были переведены в Зальцбург и размещены в незаполненных лагерях в Гредиге и Санкт-Леонхарде. Для разгрузки беженцев из вагонов, стариков, женщин и детей, которые приехали с домашними животными, были прикомандированы русские военнопленные. Когда через несколько дней снова пришел поезд с беженцами, произошла неожиданная встреча: один русский военнопленный встретил свою жену и троих детей. Другой военнопленный встретил своих пожилых родителей»
Salzburger Chronik от 10 июля 1915 года рассказывает о встрече 2 родственников, один из которых, австрийский подданный, после ранения был переведен в Грёдиг в охрану лагеря, а другой, русский подданный, попал в этот лагерь будучи русским военнопленным.

### Освобождение и отправка узников на родину
В марте 1918 года началась отправка первых небольших партий бывших узников лагеря на родину. Одним из первых транспортов были отправлены 370 человек в Украину.
Однако массовое освобождение узников и отправка их на родину началась только в ноябре 1918 года. Согласно заключенному перемирию, всем лагерям для военнопленных, местам размещения пленных офицеров, военным командованиям и комендатурам предписывалось немедленно уведомить всех военнопленных и интернированных, что они будут немедленно освобождены и отправлены на родину, отметив правда, что перевозка начнется в соответствии с транспортной ситуацией.
8 ноября 1918 года было объявлено о закрытии лагеря.

### Закрытие лагеря
С 15 января 1919 года начались работы по разбору строений и инженерных сооружений лагерей I и II.
7 мая 1919 года лагерь был переведен из ведения государственной службы по военным делам в ведение комиссии по утилизации материалов. 30 мая состоялось заседание комиссии, состоящей из полномочных представителей управления по утилизации материалов, государственной службы по военным делам, ликвидированного военного министерства, генерального секретаря Зальцбургского сельскохозяйственного общества, представителя земельной комиссии по сельскому хозяйству и всей комиссии по утилизации материалов, на котором было решено:
1. Ускорить работы по разбору лагеря всеми доступными средствами.
2. Те бараки, которые не будут разобраны к концу июня, просто снести, а материал утилизировать как строительный мусор
3. Освободившаяся земля должна быть по новой размечена. Для проведения данных мер сельскохозяйственное общество должно собрать товарищество землевладельцев.
4. Для удовлетворения требований землевладельцев по возврату им их земельных участков,  управление по утилизации материалов устанавливает среднюю плату в размере 40 геллеров за квадратный метр. Указанные суммы будут лежать к качестве залога в Земельном банке Зальцбурга и выплачено главным управлением землевладельцам в том случае, если военное министерство не выполнит своих обязательств по передаче земли до 1 октября 1919 года.

В мае и июне 1919 года бараки были полностью разобраны, а строительные материалы проданы.
В 1920 году была полностью разобрана и продана лагерная канализация

## Быт в лагере

### Организация быта в лагере
Первоначально ожидалось прибытие в лагерь 20 тысяч военнопленных. Их должны были разделить на 5 групп по 4 тысячи человек, каждая из таких групп должна была разместиться в 10 бараках по 400 человек каждый. Однако в связи с тем, что в первые месяцы лагерь наполнялся не так быстро, как ожидалось, в бараки стали селить по 300 человек.
На каждые 10 бараков строилось 2 столовых зала, 4 открытых столовых барака и 2 кухонных барака. В каждом кухонном бараке было по 5 кухонь, по одной на 300 человек. На первое время перед входом в каждый кухонный барак было подвешено по небольшой душевой кабине. Позже были построены бани (по одной бане на примерно на 700 человек), и необходимость в душевых кабинах отпала.
К каждым 10 баракам приписывался один офицер австрийской армии, он мог пользоваться небольшой административной постройкой. Ему подчинялись один унтер-офицер и 5-6 подчиненных. Поддержание дисциплины и порядка осуществлялось также и самими военнопленными. Для этого в каждом бараке выбирали одного старшего (коменданта барака), а он назначал заместителя и 4 взводных. 300 человек разделялись на 4 взвода, за каждый из которых отвечал назначенный взводный. Поскольку русские военнопленные очень ценили вкусную еду, наиболее важными были выборы 4 поваров и приказчика на кухню. Кроме того, каждую неделю каждые 5 бараков отправляли на кухню русского унтер-офицера как своего доверенного представителя.
Для офицеров были предусмотрены 7 жилых бараков с собственными столовыми и банями.
На завтрак в столовой обычно выдавали ¾ литра кофе (1 полная кружка), на обед – гуляш с картошкой, рыбу с капустой, поленту с соусом, рис с инжиром или другие подобные блюда. На ужин военнопленные обычно получали большую тарелку супа с капустой, картофелем или поджарками.
Основное внимание уделялось тому, чтобы люди были все время чем-то заняты. У каждой группы была своя сапожная и мастерская и своя мастерская по починке одежды. Работы по улучшению дорог (улицы и дороги внутри лагеря составляли до 18 километров), строительство новых бараков и коммуникаций, садовые работы, обширные земляные работы для прокладки канализации, очистка выгребных ям и многое другое представляло собой обширный выбор возможных занятий. Также для всего лагеря были обустроены большая портновская, сапожная, слесарная, жестяная, кузнечная мастерские, отдельная стекольная мастерская, большой сад и многое другое.
В лагере был организован театр. Военнопленные охотно принимали участие в театральных постановках. Также было несколько оркестров военнопленных, дававших регулярные концерты.
Для детей беженцев из лагеря III были построены школы — русская, украинская и еврейская.

### Снабжение лагеря
Ситуация с продовольствием в Австро-Венгрии в ходе войны постоянно ухудшалось, продовольствия не хватало, цены росли, а в добавок к этому необходимо было кормить десятки тысяч военнопленных в лагерях. Для снабжения лагеря продовольствием, было принято решение организовать новые фермы вблизи лагеря.
10 акров земли в лагере были засеяны бобовыми и прочей зеленью. Основываясь на полученном опыте, в июле 1915 года в разных местах во Флахгау были арендованы участки земли с разными климатическими условиями для организации там ферм. Такие овощные фермы под присмотром самих военнопленных были организованы в Грёдиге, Максглане, Гойсе, Зиценхайме, Бюрмосе, Обертурме, Ноймаркте и Феттербах-Тальгау. В дальнейшем фермы были организованы в Зеевальхене и Зеекирхене. В июле фермы занимали площадь 90 акров, в августе к ним добавились ещё 40 акров земли.
Для снабжения военнопленных в 1916 году на территории лагерей I и II было засеяно 74 780 кв.м. земли ранними овощами, 65 000 кв.м. среднеранними овощами и 355 200 кв.м. поздними овощами.
В 1917 году Муниципалитет Зальцбурга разрешил аренду до конца войны овощной плантации на территории Капительмайер в Ноннтале. Управление плантацией было поручено военнопленным.
В лагерь для еды поставлялись капуста, варение, искусственный мёд, кофе, селёдка, рыбные и мясные консервы.
К концу войны ситуация со снабжением в Австрии стала ухудшаться и становилась всё более сложной. Не хватало угля и древесины. Масло, сало и пшеничная мука появлялись в продаже редко и моментально раскупались. В данной ситуации очень показательно выглядит история с закупками продуктов отделением для сербских офицеров, о которой сообщает газета Die Neue Zeitung от 5 февраля 1918 года. В почтовой посылке из Шнеегаттерна в Грёдиг были обнаружены 30 килограммов масла, 10 килограммов сала, 70 килограммов пшеничной муки. Отправителем был младший егерь Михаэль Прюлль. Михаэль Прюлль, отвечавший за закупки продовольствия в отделении для пленных сербских офицеров в Грёдиге, закупил эти продукты с помощью трактирщицы Марии Краус в Иннфиртеле за повышенную цену и табак для того, чтобы по его собственному утверждению, доставить на кухню для сербских офицеров.
С разрешения лагерного командования, руководство отделения для сербских офицеров направило поправку к условиям питания сербских офицеров. Офицерам, находившемся в плену, окружные власти Зальцбурга стали выдавать продуктовые карточки в том же объёме, что и гражданскому населению.

### Лагерные деньги
Чтобы предотвратить использование военнопленными денег для побега, с 1 августа 1915 года во всех лагерях военнопленных в Австро-Венгрии были введены специальные лагерные деньги. Деньги выдавались в виде специальных бумажных купюр, которые действовали только на территории лагеря. Этими деньгами можно было расплатиться, например, за еду в столовой.
На купюрах была надпись «Лагерь военнопленных», а также подпись командующего лагерем. Если у военнопленных по прибытии в лагерь были с собой иностранные деньги, их тоже обменивали на лагерные деньги.
Для удобства были введены также лагерные разменные монеты. Выпускались купюры по 10 геллеров и по 1 кроне.
С 1 октября 1915 стали дополнительно выпускать купюры по 10, 20, 50 геллеров, а также по 1 и 2 кронам (2 серия лагерных денег).

### Охрана
Для присмотра за военнопленными в лагере требовалось минимум 2 полка охраны. Количество охранников вариировалось в зависимости от количества военнопленных.  24 марта 1915 года венгерская команда охраны, 759 солдат и 19 офицеров отправились в Петтау в Нижней Штирии и были заменены на 1209 солдат и 24 офицера из Прессбурга (ныне Братислава). При полной загрузке лагеря понадобилось бы 3300 человек охраны.

### Пожарная охрана
В ноябре 1915 года в офицерском корпусе лагеря прошли учения лагерной пожарной команды, на которые также были приглашены пожарные команды из соседних городов, в том числе из Зальцбурга и Халляйна. В случае большого пожара лагерь мог рассчитывать на помощь этих пожарных команд, поскольку ввиду большой протяженности лагеря и постоянными сильными ветрами было невозможно потушить большой пожар силами и техникой, доступной в лагере.
По настроящему крупных пожаров за время существования лагеря зарегистрировано не было. Однако известны случаи пожаров, при которых лагерная пожарная команда вынуждена была вызывать подмогу. Так, Linzer Tagespost от 2 января 1917 года сообщает о пожаре, случившемся в грёдигском лагере в новогоднюю ночь. В отделении лагеря, где были размещены польские беженцы, загорелся кухонный барак. Из-за сильного ветра пожар представлял собой угрозу для всего лагеря. На помощь была вызвана пожарная команда из Халляйна, которая однако не смогла добраться до места вовремя из-за сложных погодных условий. К моменту прибытия халляйнской команды пожар был уже потушен и не представлял угрозы. Кухонный барак выгорел полностью. Во время пожара несколько военнопленных совершили побег.

### Медицинское обеспечение
Медицинское обеспечение и санитарный надзор осуществлялся под руководством старшего врача Карла Концерта и окружного врача Оскара Данцера, а позднее под руководством старшего врача Карла Вестрейхера. Лагерной аптекой руководил старший врач Рудольф Риттер Хиллингер фон Траунвальд.
Лагерная аптека была построена 25 февраля 1915 года и приступила к работе в кратчайшие сроки. Помещения аптеки включали офис, лабораторию, кабинет, большую кладовую и смотровую комнату.
Госпиталь для неинфекционных больных вмещал 1200 больных, оборудовались отделения для больных различными заболеваниями. Лагерная аптека и госпиталь были оснащены современным оборудованием. Отделение для больных инфекционными заболеваниями было отделено от остального госпиталя широкой зеленой полосой, имело свою санитарную службу и свое обеспечение, что делало ее независимой от остального госпиталя. Инфекционная больница была огорожена забором из колючей проволоки и охранялась собственной охраной, чтобы полностью исключить любое сообщение с лагерем.

### Почта и телеграф
1 июля 1915 года открылось почтовое и телеграфное отделение «Лагерь военнопленных Грёдиг». Отделение занималось отправкой и доставкой почты и телеграмм, а также почтовой сберегательной кассы в районе Грёдига и Санкт-Леонхарда. Почта доставлялась по Красной ветке электрической железной дороги (от Зальцбурга через Хелльбрунн до границы с Германией и дальше по Зеленой ветке до Кёнигзее). Для доставки почты ежедневно со станции Грёдиг отправлялись поезда 11, 53 и 54, а по рабочим дням 22, 57 и М.
Почта была открыта по рабочим дням с 8:00 до 12:00 и с 14:00 до 18:00, а по выходным и праздничным дням с 8:00 до 12:00.

### Заболеваемость и смертность в лагере
Несмотря на все меры по дезинфекции и поддержанию гигиены, в лагере активно распространялись такие болезни как сыпной тиф, дизентерия, брюшной тиф и холера, что потребовало проведение тщательной дезинфекции. В марте 1915 года было зарегистрировано 15 случаев сыпного тифа. Под руководством земельного правительства комиссия по медицинскому обеспечению военнопленных с привлечением местного санитарного совета разработала список мер по борьбе с инфекцией, благодаря которому удалось предотвратить эпидемию. Однако полностью справиться с распространением инфекционных заболеваний так и не удалось. В некоторые дни умирало до 40 человек. По официальным данным, около 2000 узников лагеря умерли от болезней, они похоронены на так называемом Русском кладбище. Однако, как отмечают некоторые исследователи, число настоящее число умерших может быть на порядок выше.
Нередки были случаи серьезных травм, в том числе с летальным исходом, при выполнении различных работ. Так, Salzburger Volksblatt от 26 октября 1916 года сообщает о гибели военнопленного Ильи Бошувенкова. 28-летний военнопленный, командир пехотного взвода Илья Бошувенков был занят на сельскохозяйственных работах в районе Фельберталя. Во время работы он сорвался со скалы и погиб. Salzburger Volksblatt от 28 декабря 1916 года сообщает о травме, полученной военнопленным Михаилом Волковым, в ходе рубки леса.
В феврале 1917 года был зарегистрирован случай отравления. 8 итальянских военнопленных во время дневных работ выкопали корни волчьей травы и съели их. Ввиду тяжелой степени отравления, они были сразу отправлены в госпиталь на лечение.

## Использование военнопленных в качестве рабочей силы

### Использование труда военнопленных
Тяжелая затяжная война привела к острой нехватке рабочей силы. Привлечение женщин к работе на военных заводах помогло немного сократить дефицит рабочей силы, но этого было явно недостаточно. Решением проблемы стало использование труда военнопленных.
Согласно Гаагской конвенции о законах и обычаях сухопутной войны было разрешено привлекать любых военнопленных за исключением офицеров к работе в соответствии с их чином, умениями и физическими возможностями. Работа должна быть посильной и не должна иметь отношения к военным задачам. Такой работы было достаточно много. Соответствующие постановления были приняты военным министерством после согласования с армейским командованием и военными округами, в ведении которых находились лагеря военнопленных. Каждой земле выделялись контингент военнопленных для работ.
Военнопленные собирались в так называемые рабочие группы. Распределением контингента военнопленных занималась военная администрация (Heeresverwaltung) через специальную комиссию по распределению рабочей силы. Создавались мобильные и стационарные рабочие группы. Для получения рабочей группы военнопленных работодатель должен был обратиться в окружное управление (Bezirkshauptmannschaft). При этом работодатель вносил залог, который передавался военной администрации, в случае недостаточного снабжения военнопленных, плохого обращения или нарушения санитарных норм. Охрана во время выполнения работ должна была осуществляться гражданскими службами.
В Зальцбурге и окрестностях работали 2900 военнопленных на общественных работах, 4300 в сельском и лесном хозяйства, а также на горной добыче, а 1100 в промышленности, торговле и коммерции. В 1916-1917 годах в варочном цехе на Халляйнских солеварнях работали русские военнопленные из Грёдигского лагеря. В июне 1917 года их сменили 39 военнопленных итальянцев из лагеря в Маутхаузене.

### Строительство дорог военнопленными
Военнопленные из лагеря в Грёдиге активно участвовали в прокладке новых и улучшении старых дорог. Так, в 1915 году администрация Зальцбурга запросила рабочую силу для улучшения дороги Халляйн-Тальгау. Из-за крутых подъемов, в особенности на участке между Эбенау-Нессельграбен и Тальгау, дорога была мало пригодна для движения грузового транспорта. Значительная часть старого пути была улучшена в результате прокладки Вистальской дороги. Теперь же силами военнопленных был проложен объездной маршрут через Васенеггерсберг на участке между Тальгау и Хофом. В работах принимало участие 600 человек, 300 из которых уже ранее работали на других участках в Тальгау. В память об этих событиях проложенная тогда объездная дорога носит название Русская улица.
Отдельная партия военнопленных была направлена в Эбенау. Прокладка и улучшение дорог было давним желанием местной общины, хотевшей улучшить сообщение с Зальцбургом и соседними районами. Для размещения военнопленных и конвоя были адаптированы местные фермы и амбары, к ним были пристроены необходимые кухни и санитарные постройки.
Силами военнопленных была расширена дорога между центром Бергхайма и Ленгфельденом. Все работы проводились под руководством Государственного строительного управления города Зальцбурга.
Запланированная прокладка очень важного соединения Фордерзее-Файстенау-Хоф с выходом на Грацский тракт также была выполнена силами военнопленных. Благодаря этому обширные лесозаготовительные районы Файстенау и Хинтерзее наконец получили возможность рентабельного использования, поскольку по новой дороге мог проходить грузовой транспорт значительно большего веса.

## Память о лагере

### После закрытия лагеря
К лету 1919 года лагеря I и II были полностью разобраны, а земля возвращена прежним владельцам. Несмотря на то, что все постройки лагеря были разобраны, фундаменты остались на месте, что потребовало дополнительных усилий для того, чтобы снова можно было использовать возвращенную землю в сельском хозяйстве. Лагерь III в Нидеральме был продан Венской строительной компании, которая планировала использовать полученные материалы для строительства жилых комплексов.
Большую часть лагеря III перестроили, были построены новые бараки и спортивные площадки. В 1924-1927 годах здесь располагалось студенческое общежитие. В нем жила преимущественно молодежь из Вены. После Аншлюса в 1938 году и до начала Второй Мировой войны здания использовались школой руководителей Гитлерюгенда. Во время Второй Мировой войны помещения снова переоборудовали для размещения беженцев из Баната. После 1945 года все строения были разобраны.
Материалы лагеря использовались на многих стройках в округе. Так, школа в Фюрстенбрунне была построена из перенесенного из лагеря барака. В Морцге из старого барака был построен спортзал. Одна из сцен Зальцбургского фестиваля 1920 года также была построена из материалов лагерного барака.
В настоящее время от бывших лагерных построек ничего не осталось. Земли между Грёдигом и Нидеральмом, на которой ранее располагались лагеря I и III, были застроены, новопостроенный район получил название Ной-Аниф.

### Русское кладбище
На территории лагеря Нидеральм (ныне в районе Ной-Аниф) было организовано лагерное кладбище, получившее по имени лагеря название Русское кладбище. Там хоронили русских, сербских и итальянских военнопленных из лагерей I и II , а также беженцев и интернированных из лагеря III. Захоронения группировались по религиозной принадлежности - отдельно для православных, католиков, мусульман и иудеев.
По официальным данным на кладбище похоронены около 2 тысяч человек, однако, поскольку точных данных о захоронениях не сохранилось, некоторые исследователи предполагают, что количество захоронений может быть на порядок больше. Многие годы за кладбищем добровольно ухаживала местная жительница Анна Экшлагер, благодаря ее записям удалось сохранить данные о некоторых захоронениях.
Также на Русском кладбище похоронены некоторые советские и югославские военнопленные, погибшие во Второй Мировой войне.